# Transworld Aviation
Transworld Aviation fue una aerolínea de carga con base en Amán, Jordania que operó entre 2007 y 2011.

## Flota histórica
La flota de Transworld Aviation estuvo compuesta por las siguientes aeronaves:
| Aeronaves       | Total | Introducido | Retirado | Matrículas | Notas                      |
| --------------- | ----- | ----------- | -------- | ---------- | -------------------------- |
| Boeing 737-200C | 1     | 2007        | 2011     | JY-TWC     | Operó para Royal Jordanian |